# Eleccions al Parlament Europeu de 2024 (Hongria)
Les Eleccions al Parlament Europeu de 2024 es van celebrar el diumenge 09 de juny de 2024 per escollir els 21 escons hongaresos del Parlament Europeu, celebrades el mateix dia que les eleccions locals.

## Resultats
|                                |                                      |           |             |         |     |
| Partit/Coalició                | Partit/Coalició                      | Vots      | %           | Escons  | +/- |
|                                | Fidesz-KDNP                          | 2,048,211 | 44,82 / 100 | 11 / 21 | 2   |
|                                | Partit Respecte i Llibertat          | 1,352,699 | 29,6 / 100  | 7 / 21  | Nou |
|                                | DK-MSZP-Diàleg                       | 367,162   | 8,03 / 100  | 2 / 21  | 3   |
|                                | Moviment La Nostra Pàtria            | 306,404   | 6,71 / 100  | 1 / 21  | 1   |
|                                | Moviment Momentum                    | 169,082   | 3,7 / 100   | 0       | 2   |
|                                | Partit Hongarès del Gos de dues cues | 163,960   | 3,59 / 100  | 0       | =   |
|                                | Altres                               | 162,102   | 3,55 / 100  |         |     |
|                                |                                      |           |             |         |     |
| Vots vàlids                    | Vots vàlids                          | 4,569,620 | 98,58 / 100 | 21      | =   |
| Vots nuls                      | Vots nuls                            | 65,949    | 1,42 / 100  |         |     |
| Participació                   | Participació                         | 4,635,569 | 60,55 / 100 |         |     |
| Electors registrats            | Electors registrats                  | 7,655,344 |             |         |     |
|                                |                                      |           |             |         |     |
| Font: Nemzeti Választási Iroda |                                      |           |             |         |     |